# الحبايب المجرمين
الحبايب المجرمين هو فيلم من نوع دراما أُصدر في 1999. الفيلم من إنتاج Fidélité Productions ‏، وهو من إخراج فرانسوا أوزون، أما السيناريو فكان من كتابة فرانسوا أوزون ومارسيا رومانو ‏.

## طاقم التمثيل
- سالم كيشوشي
- ياسمين بلماضي
- ميكي مانوجلافوك
- ناتاشا رينيه
- جيريمي رينييه

## الإنتاج
موسيقى الفيلم التصويرية كانت من تأليف Philippe Rombi ‏.

## وصلات خارجية
- الحبايب المجرمين على موقع IMDb (الإنجليزية)
- الحبايب المجرمين على موقع ميتاكريتيك (الإنجليزية)
- الحبايب المجرمين على موقع روتن توميتوز (الإنجليزية)
- الحبايب المجرمين على موقع نتفليكس (الإنجليزية)
- الحبايب المجرمين على موقع قاعدة بيانات الأفلام العربية
- الحبايب المجرمين على موقع ألو سيني (الفرنسية)
- الحبايب المجرمين على موقع Turner Classic Movies (الإنجليزية)
- الحبايب المجرمين على موقع أول موفي (الإنجليزية)
- الحبايب المجرمين على موقع فيلمافينيتي (الإسبانية)
- الحبايب المجرمين على موقع قاعدة بيانات الفيلم (الإنجليزية)